# Primera División (2013/2014)
Primera División 2013/2014 – 83. edycja tych rozgrywek w historii. Brało w nich udział 20 drużyn. Pierwszy mecz rozegrano 17 sierpnia 2013, natomiast ostatni – 18 maja 2014. Podobnie jak w latach ubiegłych oficjalnym dostawcą meczowych piłek była Nike z modelem Nike Incyte Liga BBVA. Była to pierwsza edycja od sezonu 1988/1989, w której zabrakło drużyny z archipelagu wysp hiszpańskich.
Mistrzostwo Hiszpanii zdobyło Atlético Madryt, dla którego był to 10. tytuł w historii. Tytułu mistrzowskiego broniła FC Barcelona. Do Segunda División spadły CA Osasuna, Real Valladolid oraz Real Betis.

## Drużyny
| Uczestnicy poprzedniej edycji                                                                                 | Uczestnicy poprzedniej edycji | Uczestnicy poprzedniej edycji | Uczestnicy poprzedniej edycji |
| --- | ----------------------------- | ----------------------------- | ----------------------------- |
| BAR | FC Barcelona                  | 1                             |                               |
| RMA | Real Madryt                   | 2                             |                               |
| ATM | Atlético Madryt               | 3                             |                               |
| RSO | Real Sociedad                 | 4                             |                               |
| VAL | Valencia CF                   | 5                             |                               |
| MLG | Málaga CF                     | 6                             |                               |
| BET | Real Betis                    | 7                             |                               |
| RAY | Rayo Vallecano                | 8                             |                               |
| SEV | Sevilla FC                    | 9                             |                               |
| GET | Getafe CF                     | 10                            |                               |
| LEV | Levante UD                    | 11                            |                               |
| ATH | Athletic Bilbao               | 12                            |                               |
| ESP | RCD Espanyol                  | 13                            |                               |
| VLD | Real Valladolid               | 14                            |                               |
| GRA | Granada CF                    | 15                            |                               |
| OSA | CA Osasuna                    | 16                            |                               |
| CEL | Celta Vigo                    | 17                            |                               |
| Awans z Segunda División 2012/2013                                                                            |                               |                               |                               |
| ELC | Elche CF                      | 1                             |                               |
| VIL | Villarreal CF                 | 2                             |                               |
| po barażach                                                                                                   |                               |                               |                               |
| ALM | UD Almería                    | 3                             |                               |
| Oznaczenia: - kolumna pierwsza – skróty nazw drużyn, - kolumna trzecia – miejsce zajęte w poprzednim sezonie. |                               |                               |                               |

### Stadiony i lokalizacje
| Zespół          | Miejscowość   | Stadion                             | Pojemność |
| --------------- | ------------- | ----------------------------------- | --------- |
| UD Almería      | Almería       | Estadio de los Juegos Mediterráneos | 22 000    |
| Athletic Bilbao | Bilbao        | San Mamés                           | 53 289    |
| Atlético Madryt | Madryt        | Estadio Vicente Calderón            | 54 851    |
| FC Barcelona    | Barcelona     | Camp Nou                            | 98 772    |
| Celta Vigo      | Vigo          | Estadio Balaídos                    | 32 500    |
| Elche CF        | Elche         | Estadio Manuel Martínez Valero      | 38 750    |
| RCD Espanyol    | Barcelona     | Estadi Cornellà-El Prat             | 40 000    |
| Getafe CF       | Getafe        | Coliseum Alfonso Pérez              | 14 400    |
| Granada CF      | Grenada       | Estadio Nuevo Los Cármenes          | 16 200    |
| Levante UD      | Walencja      | Estadio Ciudad                      | 25 354    |
| Málaga CF       | Malaga        | Estadio La Rosaleda                 | 28 963    |
| CA Osasuna      | Pampeluna     | Estadio El Sadar                    | 19 553    |
| Rayo Vallecano  | Madryt        | Estadio Teresa Rivero               | 14 708    |
| Real Betis      | Sewilla       | Estadio Benito Villamarín           | 51 132    |
| Real Madryt     | Madryt        | Estadio Santiago Bernabéu           | 80 354    |
| Real Sociedad   | San Sebastián | Estadio Anoeta                      | 32 000    |
| Real Valladolid | Valladolid    | Estadio José Zorrilla               | 26 512    |
| Sevilla FC      | Sewilla       | Estadio Ramón Sánchez Pizjuán       | 42 649    |
| Valencia CF     | Walencja      | Estadio Mestalla                    | 55 000    |
| Villarreal CF   | Vila-real     | El Madrigal                         | 25 000    |

### Prezydenci, trenerzy i kapitanowie
| Klub            | Prezydent               | Trener                 | Kapitan            |
| --------------- | ----------------------- | ---------------------- | ------------------ |
| Almería         | Alfonso García          | Francisco              | Corona             |
| Athletic Bilbao | Josu Urrutia            | Ernesto Valverde       | Carlos Gurpegi     |
| Atlético Madryt | Enrique Cerezo          | Diego Simeone          | Gabi               |
| Barcelona       | Josep Maria Bartomeu    | Gerardo Martino        | Carles Puyol       |
| Celta Vigo      | Carlos Mouriño          | Luis Enrique           | Borja Oubiña       |
| Elche           | José Sepulcre           | Fran Escribá           | Sergio Mantecón    |
| Espanyol        | Ramón Condal            | Javier Aguirre         | Sergio García      |
| Getafe          | Ángel Torres            | Luis García Plaza      | Jaime Gavilán      |
| Granada         | Quique Pina             | Lucas Alcaraz          | Diego Mainz        |
| Levante         | Quico Catalán           | Joaquín Caparrós       | Juanfran           |
| Málaga          | szejk Abd Allah Al Sani | Bernd Schuster         | Duda               |
| Osasuna         | Miguel Archanco         | Javi Gracia            | Patxi Puñal        |
| Rayo Vallecano  | Raúl Martín Presa       | Paco Jémez             | Roberto Trashorras |
| Real Betis      | Miguel Guillén          | Juan Carlos Garrido    | Nacho              |
| Real Madryt     | Florentino Pérez        | Carlo Ancelotti        | Iker Casillas      |
| Real Sociedad   | Jokin Aperribay         | Jagoba Arrasate        | Xabi Prieto        |
| Real Valladolid | Carlos Suárez           | Juan Ignacio Martínez  | Javier Baraja      |
| Sevilla         | José María del Nido     | Unai Emery             | Ivan Rakitić       |
| Valencia        | Amadeo Salvo            | Juan Antonio Pizzi     | Ricardo Costa      |
| Villarreal      | Fernando Roig Alfonso   | Marcelino García Toral | Bruno Soriano      |

### Stroje
| Klub            | Sponsor techniczny | Sponsor na koszulkach                      |
| --------------- | ------------------ | ------------------------------------------ |
| Almería         | Nike               | Urcisol.com                                |
| Athletic Bilbao | Nike               | Petronor                                   |
| Atlético Madryt | Nike               | Azerbejdżan and Kyocera                    |
| Barcelona       | Nike               | Qatar Airways and UNICEF                   |
| Celta Vigo      | Adidas             | Citroën and Estrella Galicia               |
| Elche           | Acerbis            | Gioseppo                                   |
| Espanyol        | Puma               | Cancún                                     |
| Getafe          | Joma               | Confremar and IG Markets                   |
| Granada         | Luanvi             | Caja Granada                               |
| Levante         | Kelme              | Comunitat Valenciana                       |
| Málaga          | Nike               | UNESCO and BlueBay resorts                 |
| Osasuna         | Adidas             | Lacturale and Nevir                        |
| Rayo Vallecano  | Erreà              | AE – Adquisiciones Empresariales and Nevir |
| Real Betis      | Macron             | Cirsa and Andaluzja                        |
| Real Madryt     | Adidas             | Fly Emirates                               |
| Real Sociedad   | Nike               | Canal+ and Kutxa                           |
| Real Valladolid | Hummel             | El Norte de Castilla                       |
| Sevilla FC      | Warrior            | Interwetten                                |
| Valencia        | Joma               | JinKO Solar                                |
| Villarreal      | Xtep               | Pamesa Cerámica                            |

### Zmiany trenerów
| Klub             | Odszedł               | Powód odejścia        | Data odejścia    | Przyszedł             | Data przyjścia   | Miejsce w tabeli |
| ---------------- | --------------------- | --------------------- | ---------------- | --------------------- | ---------------- | ---------------- |
| Przed sezonem    |                       |                       |                  |                       |                  |                  |
| Valencia CF      | Ernesto Valverde      | Koniec kontraktu      | 30 czerwca 2013  | Miroslav Đukić        | 4 czerwca 2013   | 5 (2012/2013)    |
| Real Sociedad    | Philippe Montanier    | Koniec kontraktu      | 30 czerwca 2013  | Jagoba Arrasate       | 8 czerwca 2013   | 4 (2012/2013)    |
| Celta Vigo       | Abel Resino           | Rozwiązanie kontraktu | 8 czerwca 2013   | Luis Enrique          | 8 czerwca 2013   | 17 (2012/2013)   |
| Levante UD       | Juan Ignacio Martínez | Koniec kontraktu      | 30 czerwca 2013  | Joaquín Caparrós      | 10 czerwca 2013  | 11 (2012/2013)   |
| Málaga CF        | Manuel Pellegrini     | Rozwiązanie kontraktu | 2 czerwca 2013   | Bernd Schuster        | 14 czerwca 2013  | 6 (2012/2013)    |
| Real Valladolid  | Miroslav Đukić        | Rozwiązanie kontraktu | 2 czerwca 2013   | Juan Ignacio Martínez | 17 czerwca 2013  | 14 (2012/2013)   |
| Athletic Bilbao  | Marcelo Bielsa        | Koniec kontraktu      | 30 czerwca 2013  | Ernesto Valverde      | 21 czerwca 2013  | 12 (2012/2013)   |
| Real Madryt      | José Mourinho         | Rozwiązanie kontraktu | 2 czerwca 2013   | Carlo Ancelotti       | 25 lipca 2013    | 2 (2012/2013)    |
| UD Almería       | Javi Gracia           | Rozwiązanie kontraktu | 28 czerwca 2013  | Francisco             | 29 czerwca 2013  | 3 (2012/2013)    |
| FC Barcelona     | Tito Vilanova         | Rezygnacja            | 19 lipca 2013    | Gerardo Martino       | 22 lipca 2013    | 1 (2012/2013)    |
| W trakcie sezonu |                       |                       |                  |                       |                  |                  |
| CA Osasuna       | José Luis Mendilibar  | Zwolnienie            | 3 września 2013  | Javi Gracia           | 4 września 2013  | 20               |
| Real Betis       | Pepe Mel              | Zwolnienie            | 2 grudnia 2013   | Juan Carlos Garrido   | 2 grudnia 2013   | 20               |
| Valencia CF      | Miroslav Đukić        | Zwolnienie            | 16 grudnia 2013  | Juan Antonio Pizzi    | 26 grudnia 2013  | 9                |
| Real Betis       | Juan Carlos Garrido   | Zwolnienie            | 19 stycznia 2014 | Gabriel Calderón      | 19 stycznia 2014 | 20               |
| Getafe CF        | Luis García Plaza     | Zwolnienie            | 10 marca 2014    | Cosmin Contra         | 10 marca 2014    | 15               |

## Tabela
| Lp. | Drużyna             | M  | Z  | R  | P  | Bramki | Bramki | Różn. | Pkt | Uwagi                                       | Bezpośrednio                |
| --- | ------------------- | -- | -- | -- | -- | ------ | ------ | ----- | --- | ------------------------------------------- | --------------------------- |
| 1   | Atlético Madryt (M) | 38 | 28 | 6  | 4  | 77     | 26     | +51   | 90  | Liga Mistrzów UEFA • Faza grupowa           |                             |
| 2   | FC Barcelona        | 38 | 27 | 6  | 5  | 100    | 33     | +67   | 87  | Liga Mistrzów UEFA • Faza grupowa           | BAR – RMA 2:1 RMA – BAR 3:4 |
| 3   | Real Madryt         | 38 | 27 | 6  | 5  | 104    | 38     | +66   | 87  | Liga Mistrzów UEFA • Faza grupowa           | BAR – RMA 2:1 RMA – BAR 3:4 |
| 4   | Athletic Bilbao     | 38 | 20 | 10 | 8  | 66     | 39     | +27   | 70  | Liga Mistrzów UEFA • Runda play-off         |                             |
| 5   | Sevilla FC1         | 38 | 18 | 9  | 11 | 69     | 52     | +17   | 63  | Liga Europy UEFA • Faza grupowa             |                             |
| 6   | Villarreal CF1      | 38 | 17 | 8  | 13 | 60     | 44     | +16   | 59  | Liga Europy UEFA • Runda play-off           | RSO – VIL 1:2 VIL – RSO 5:1 |
| 7   | Real Sociedad1      | 38 | 16 | 11 | 11 | 62     | 55     | +7    | 59  | Liga Europy UEFA • III runda kwalifikacyjna | RSO – VIL 1:2 VIL – RSO 5:1 |
| 8   | Valencia CF         | 38 | 13 | 10 | 15 | 51     | 53     | −2    | 49  |                                             | VAL – CEL 2:1 CEL – VAL 2:1 |
| 9   | Celta Vigo          | 38 | 14 | 7  | 17 | 49     | 54     | −5    | 49  |                                             | VAL – CEL 2:1 CEL – VAL 2:1 |
| 10  | Levante UD          | 38 | 12 | 12 | 14 | 35     | 43     | −8    | 48  |                                             |                             |
| 11  | Málaga CF           | 38 | 12 | 9  | 17 | 39     | 46     | −7    | 45  |                                             |                             |
| 12  | Rayo Vallecano      | 38 | 13 | 4  | 21 | 46     | 80     | −34   | 43  |                                             |                             |
| 13  | Getafe CF           | 38 | 11 | 9  | 18 | 35     | 54     | −19   | 42  | GET – ESP 0:0 ESP – GET 0:2                 |                             |
| 14  | RCD Espanyol        | 38 | 11 | 9  | 18 | 41     | 51     | −10   | 42  | GET – ESP 0:0 ESP – GET 0:2                 |                             |
| 15  | Granada CF          | 38 | 12 | 5  | 21 | 32     | 56     | −24   | 41  |                                             |                             |
| 16  | Elche CF            | 38 | 9  | 13 | 16 | 30     | 50     | −20   | 40  | ELC – ALM 1:0 ALM – ELC 2:2                 |                             |
| 17  | UD Almería          | 38 | 11 | 7  | 20 | 43     | 71     | −28   | 40  | ELC – ALM 1:0 ALM – ELC 2:2                 |                             |
| 18  | CA Osasuna (S)      | 38 | 10 | 9  | 19 | 32     | 62     | −30   | 39  | Spadek do Segunda División                  |                             |
| 19  | Real Valladolid (S) | 38 | 7  | 15 | 16 | 38     | 60     | −22   | 36  | Spadek do Segunda División                  |                             |
| 20  | Real Betis (S)      | 38 | 6  | 7  | 25 | 36     | 78     | −42   | 25  | Spadek do Segunda División                  |                             |

## Wyniki
| Gospodarz \ Gość | ALM | ATH | ATM | BAR | BET | CEL | ELC | ESP | GET | GRA | LEV | MLG | OSA | RAY | RMA | RSO | SEV | VAL | VLD | VIL |
| UD Almería       |     | 0:0 | 2:0 | 0:2 | 3:2 | 2:4 | 2:2 | 0:0 | 1:0 | 3:0 | 2:2 | 0:0 | 1:2 | 0:1 | 0:5 | 4:3 | 1:3 | 2:2 | 1:0 | 2:3 |
| Athletic Bilbao  | 6:1 |     | 1:2 | 1:0 | 2:1 | 3:2 | 2:2 | 1:2 | 1:0 | 4:0 | 2:1 | 3:0 | 2:0 | 2:1 | 1:1 | 1:1 | 3:1 | 1:1 | 4:2 | 2:0 |
| Atlético Madryt  | 4:2 | 2:0 |     | 0:0 | 5:0 | 2:1 | 2:0 | 1:0 | 7:0 | 1:0 | 3:2 | 1:1 | 2:1 | 5:0 | 2:2 | 4:0 | 1:1 | 3:0 | 3:0 | 1:0 |
| FC Barcelona     | 4:1 | 2:1 | 1:1 |     | 3:1 | 3:0 | 4:0 | 1:0 | 2:2 | 4:0 | 7:0 | 3:0 | 7:0 | 6:0 | 2:1 | 4:1 | 3:2 | 2:3 | 4:1 | 2:1 |
| Real Betis       | 0:1 | 0:2 | 0:2 | 1:4 |     | 1:2 | 1:2 | 2:0 | 2:0 | 0:0 | 0:0 | 1:2 | 1:2 | 2:2 | 0:5 | 0:1 | 0:2 | 3:1 | 4:3 | 1:0 |
| Celta Vigo       | 3:1 | 0:0 | 0:2 | 0:3 | 4:2 |     | 0:1 | 2:2 | 1:1 | 1:1 | 0:1 | 0:2 | 1:1 | 0:2 | 2:0 | 2:2 | 1:0 | 2:1 | 4:1 | 0:0 |
| Elche CF         | 1:0 | 0:0 | 0:2 | 0:0 | 0:0 | 1:0 |     | 2:1 | 1:0 | 0:1 | 1:1 | 0:1 | 0:0 | 2:0 | 1:2 | 1:1 | 1:1 | 2:1 | 0:0 | 0:1 |
| RCD Espanyol     | 1:2 | 3:2 | 1:0 | 0:1 | 0:0 | 1:0 | 3:1 |     | 0:2 | 1:0 | 0:0 | 0:0 | 1:1 | 2:2 | 0:1 | 1:2 | 1:3 | 3:1 | 4:2 | 1:2 |
| Getafe CF        | 2:2 | 0:1 | 0:2 | 2:5 | 3:1 | 2:0 | 1:1 | 0:0 |     | 3:3 | 1:0 | 1:0 | 2:1 | 0:1 | 0:3 | 2:2 | 1:0 | 0:1 | 0:0 | 0:1 |
| Granada CF       | 0:2 | 2:0 | 1:2 | 1:0 | 1:0 | 1:2 | 1:0 | 0:1 | 0:2 |     | 0:2 | 3:1 | 0:0 | 0:3 | 0:1 | 1:3 | 1:2 | 0:1 | 4:0 | 2:0 |
| Levante UD       | 1:0 | 1:2 | 2:0 | 1:1 | 1:3 | 0:1 | 2:1 | 3:0 | 0:0 | 0:1 |     | 1:0 | 2:0 | 0:0 | 2:3 | 0:0 | 0:0 | 2:0 | 1:1 | 0:3 |
| Málaga CF        | 2:0 | 1:2 | 0:1 | 0:1 | 3:2 | 0:5 | 0:1 | 1:2 | 1:0 | 4:1 | 1:0 |     | 0:1 | 5:0 | 0:1 | 0:1 | 3:2 | 0:0 | 1:1 | 2:0 |
| CA Osasuna       | 0:1 | 1:5 | 3:0 | 0:0 | 2:1 | 0:2 | 2:1 | 1:0 | 2:0 | 1:2 | 0:1 | 0:2 |     | 3:1 | 2:2 | 1:1 | 1:2 | 1:1 | 0:0 | 0:3 |
| Rayo Vallecano   | 3:1 | 0:3 | 2:4 | 0:4 | 3:1 | 3:0 | 3:0 | 1:4 | 1:2 | 0:2 | 1:2 | 4:1 | 1:0 |     | 2:3 | 1:0 | 0:1 | 1:0 | 0:3 | 2:5 |
| Real Madryt      | 4:0 | 3:1 | 0:1 | 3:4 | 2:1 | 3:0 | 3:0 | 3:1 | 4:1 | 2:0 | 3:0 | 2:0 | 4:0 | 5:0 |     | 5:1 | 7:3 | 2:2 | 4:0 | 4:2 |
| Real Sociedad    | 3:0 | 2:0 | 1:2 | 3:1 | 5:1 | 4:3 | 4:0 | 2:1 | 2:0 | 1:1 | 0:0 | 0:0 | 5:0 | 2:3 | 0:4 |     | 1:1 | 1:0 | 1:0 | 1:2 |
| Sevilla FC       | 2:1 | 1:1 | 1:3 | 1:4 | 4:0 | 0:1 | 3:1 | 4:1 | 3:0 | 4:0 | 2:3 | 2:2 | 2:1 | 4:1 | 2:1 | 1:0 |     | 0:0 | 4:1 | 0:0 |
| Valencia CF      | 1:2 | 1:1 | 0:1 | 2:3 | 5:0 | 2:1 | 2:1 | 2:2 | 1:3 | 2:1 | 2:0 | 1:0 | 3:0 | 1:0 | 2:3 | 1:2 | 3:1 |     | 2:2 | 2:1 |
| Real Valladolid  | 1:0 | 1:2 | 0:2 | 1:0 | 0:0 | 3:0 | 2:2 | 1:0 | 1:0 | 0:1 | 1:1 | 2:2 | 0:1 | 1:1 | 1:1 | 2:2 | 2:2 | 0:0 |     | 1:0 |
| Villarreal CF    | 2:0 | 1:1 | 1:1 | 2:3 | 1:1 | 0:2 | 1:1 | 2:1 | 0:2 | 3:0 | 1:0 | 1:1 | 3:1 | 4:0 | 2:2 | 5:1 | 1:2 | 4:1 | 2:1 |     |

Aktualne na 18 maja 2014. Źródło: ESPN (ang.)
Objaśnienia:
1Drużyna gospodarzy jest wymieniona po lewej stronie tabeli.
Kolory: zielony – zwycięstwo gospodarzy, żółty – remis, różowy – zwycięstwo gości.

## Nagrody i statystyki

### Najlepsi strzelcy
| Miejsce | Zawodnik          | Klub            | Gole |
| ------- | ----------------- | --------------- | ---- |
| 1       | Cristiano Ronaldo | Real Madryt     | 31   |
| 2       | Lionel Messi      | FC Barcelona    | 28   |
| 3       | Diego Costa       | Atlético Madryt | 27   |
| 4       | Alexis Sánchez    | FC Barcelona    | 19   |
| 5       | Karim Benzema     | Real Madryt     | 17   |
| 6       | Antoine Griezmann | Real Sociedad   | 16   |
| 6       | Carlos Vela       | Real Sociedad   | 16   |
| 6       | Aritz Aduriz      | Athletic Bilbao | 16   |
| 9       | Pedro             | FC Barcelona    | 15   |
| 9       | Gareth Bale       | Real Madryt     | 15   |
| 9       | Javi Guerra       | Valladolid      | 15   |
| 9       | Kévin Gameiro     | Sevilla FC      | 15   |
| 13      | Carlos Bacca      | Sevilla FC      | 14   |
| 13      | Nolito            | Celta Vigo      | 14   |
| 13      | Ikechukwu Uche    | Villarreal CF   | 14   |

Trofeo Pichichi przyznawane jest przez hiszpański dziennik Marca piłkarzowi z największa liczbą goli w lidze w sezonie.

### Hat tricki
| Zawodnik           | Dla             | Przeciwko       | Wynik | Data                 |
| ------------------ | --------------- | --------------- | ----- | -------------------- |
| Lionel Messi       | FC Barcelona    | Valencia CF     | 2:3   | 2 września 2013      |
| Mounir El Hamdaoui | Málaga CF       | Rayo Vallecano  | 5:0   | 15 września 2013     |
| Pedro Rodríguez    | FC Barcelona    | Rayo Vallecano  | 4:0   | 21 września 2013     |
| Cristiano Ronaldo  | Real Madryt     | Sevilla FC      | 7:3   | 30 października 2013 |
| Youssef El-Arabi   | Granada CF      | Málaga CF       | 3:1   | 8 listopada 2013     |
| Cristiano Ronaldo  | Real Madryt     | Real Sociedad   | 5:1   | 9 listopada 2013     |
| Carlos Vela        | Real Sociedad   | Celta Vigo      | 4:3   | 23 listopada 2013    |
| Sergio García      | RCD Espanyol    | Rayo Vallecano  | 4:1   | 24 listopada 2013    |
| Gareth Bale        | Real Madryt     | Real Valladolid | 4:0   | 30 listopada 2013    |
| Jonas              | Valencia CF     | CA Osasuna      | 3:0   | 1 grudnia 2013       |
| Javi Guerra        | Real Valladolid | Celta Vigo      | 3:0   | 16 grudnia 2013      |
| Pedro Rodríguez    | FC Barcelona    | Getafe CF       | 5:2   | 22 grudnia 2013      |
| Alexis Sánchez     | FC Barcelona    | Elche CF        | 4:0   | 5 stycznia 2014      |
| Ikechukwu Uche     | Villarreal CF   | Rayo Vallecano  | 5:2   | 6 stycznia 2014      |
| Lionel Messi       | FC Barcelona    | CA Osasuna      | 7:0   | 16 marca 2014        |
| Lionel Messi       | FC Barcelona    | Real Madryt     | 4:3   | 23 marca 2014        |

### Najlepsi asystenci
| Miejsce | Zawodnik           | Klub            | Asysty |
| ------- | ------------------ | --------------- | ------ |
| 1       | Ángel Di María     | Real Madryt     | 17     |
| 2       | Koke               | Atlético Madryt | 13     |
| 2       | Cesc Fàbregas      | FC Barcelona    | 13     |
| 4       | Bale               | Real Madryt     | 12     |
| 4       | Carlos Vela        | Real Sociedad   | 12     |
| 4       | Markel Susaeta     | Athletic Bilbao | 12     |
| 7       | Lionel Messi       | FC Barcelona    | 11     |
| 8       | Alexis Sánchez     | FC Barcelona    | 10     |
| 8       | Ivan Rakitić       | Sevilla FC      | 10     |
| 10      | Cristiano Ronaldo  | Real Madryt     | 9      |
| 10      | Sergio García      | RCD Espanyol    | 9      |
| 10      | Karim Benzema      | Real Madryt     | 9      |
| 13      | Aritz Aduriz       | Athletic Bilbao | 8      |
| 13      | Pedro              | FC Barcelona    | 8      |
| 13      | Rubén Pardo        | Real Sociedad   | 8      |
| 13      | Neymar             | FC Barcelona    | 8      |
| 13      | Gabi               | Atlético Madryt | 8      |
| 13      | Sofiane Feghouli   | Valencia CF     | 8      |
| 13      | Giovani dos Santos | Villarreal CF   | 8      |

### Trofeo Zamora
Trofeo Zamora to nagroda przyznawana przez hiszpański dziennik Marca zawodnikowi, który wpuścił najmniej bramek w stosunku do rozegranych meczów. Bramkarz musi rozegrać minimum 28 spotkań w sezonie po minimum 60 minut.
| Miejsce | Piłkarz          | Klub            | Wpuszczone gole | Mecze | Średnia |
| ------- | ---------------- | --------------- | --------------- | ----- | ------- |
| 1       | Thibaut Courtois | Atlético Madryt | 24              | 37    | 0,65    |
| 2       | Iraizoz          | Athletic Bilbao | 32              | 33    | 0,97    |
| 3       | Diego López      | Real Madryt     | 36              | 36    | 1,00    |
| 4       | Navas            | Levante UD      | 38              | 35    | 1,09    |
| 5       | Sergio Asenjo    | Villarreal CF   | 41              | 35    | 1,17    |

### Gole
- Pierwszy gol w sezonie: Carlos Vela dla Realu Sociedad przeciwko Getafe (17 sierpnia 2013)
- Najszybszy gol w meczu: 8 sekunda, Seydou Keita dla Valencii przeciwko Almeríi (27 marca 2014)
- Najwyższa wygrana: 7 golami
  - FC Barcelona 7–0 Levante UD (18 sierpnia 2013)
  - Atlético Madryt 7–0 Getafe CF (23 listopada 2013)
  - FC Barcelona 7-0 CA Osasuna (16 marca 2014)
- Najwięcej goli jednej drużyny w meczu: 7 goli[22]
  - FC Barcelona 7–0 Levante UD (18 sierpnia 2013)
  - Real Madryt 7–3 Sevilla FC (30 października 2013)
  - Atlético Madryt 7–0 Getafe CF (23 listopada 2013)
  - FC Barcelona 7-0 CA Osasuna (16 marca 2014)
- Najwięcej goli w jednym meczu : 10 goli[22]
  - Real Madryt 7–3 Sevilla FC (30 października 2013)
- Najwięcej goli przegranej w meczu drużyny: 3 gole
  - Real Madryt 7–3 Sevilla FC (30 października 2013)
  - Celta Vigo 3–4 Real Sociedad (23 listopada 2013)
  - Real Madryt 3–4 FC Barcelona (23 marca 2014)
  - Real Sociedad 3–4 UD Almería (24 marca 2014)
  - Real Valladolid 3–4 Real Betis (11 maja 2013)

### Czyste konta
- Najwięcej czystych kont (klub): 20[22]
  - Atlético Madryt
- Najmniej czystych kont (klub): 8[22]
  - Real Betis

### Kartki
- Najwięcej żółtych kartek (klub): 118[23]
  - Getafe CF
- Najwięcej żółtych kartek (zawodnik): 15[24]
  - Alberto Botía (Elche CF)
- Najwięcej czerwonych kartek (klub): 9
  - Granada CF
  - Real Betis
  - Levante UD
  - Rayo Vallecano
  - Málaga CF
- Najwięcej czerwonych kartek (zawodnik): 2
  - Víctor Sánchez (RCD Espanyol)
  - Suárez (Elche CF)
  - Iturra (Granada CF)
  - Duda (Málaga CF)
  - Angeleri (Málaga CF)